# Matacán (Salamanca)
Matacán es una localidad española del municipio de Villagonzalo de Tormes, perteneciente a la provincia de Salamanca, en la comunidad autónoma de Castilla y León.

## Demografía
En 2024, la entidad singular de población de Matacán tenía empadronados 32 habitantes, todos ellos en el núcleo de población de ese nombre.